# Воямполка (річка)
Воямполка (Матьора, Халгінчеваям) — річка на півострові Камчатка в Росії.
Довжина річки — 167 км. Площа водозбірного басейну — 7950 км². Протікає територією Тигільського району Камчатського краю. Впадає в затоку Шеліхова Охотського моря.
Назва річки в перекладі з коряцької мови означає «річка потопельників». Через стрімку течію і велику кількість вирів в річці потонуло багато людей, що і відбилося в її назві.

## Дані водного реєстру
За даними державного водного реєстру Росії відноситься до Анадир-Колимського басейнового округу.
За даними геоінформаційної системи водогосподарського районування території РФ, підготовленої Федеральним агентством водних ресурсів:
- Код водного об'єкта в державному водному реєстрі — 19080000112120000036020
- Код за гідрологічною вивченістю (ГВ) — 120003602
- Номер тому з ГВ — 20
- Випуск за ГВ — 0